# 130-mm-Flugabwehrkanone KS-30
Die sowjetische 130-mm-Flugabwehrkanone KS-30 (russisch 130-мм зенитная пушка КС-30) wurde in den frühen 1950er Jahren im Konstruktionsbüro Nowator von L. W. Ljuljew für die Luftraumverteidigung der UdSSR und anderer Staaten des Warschauer Paktes entwickelt.
Das PUASO-30-Feuerleitgerät (russisch Прибор управления артиллерийским зенитным огнем, ПУАЗО-30, Transkription: Pribor uprawljenia artilleriskim senitnim ognem) war mit einem optischen Entfernungsmesser mit 6 m Basisbreite und dem Radar SON-30 ausgestattet. Das Geschütz hatte eine Lafette mit an vier Armen befestigten Doppelrädern. Zum Transport diente ein schwerer Kettenartillerieschlepper AT-T. Zur Stromversorgung von Feuerleitgerät und Radareinheit wurden 3 Stromerzeuger mit einer Gesamtleistung von 130 kW verwendet.

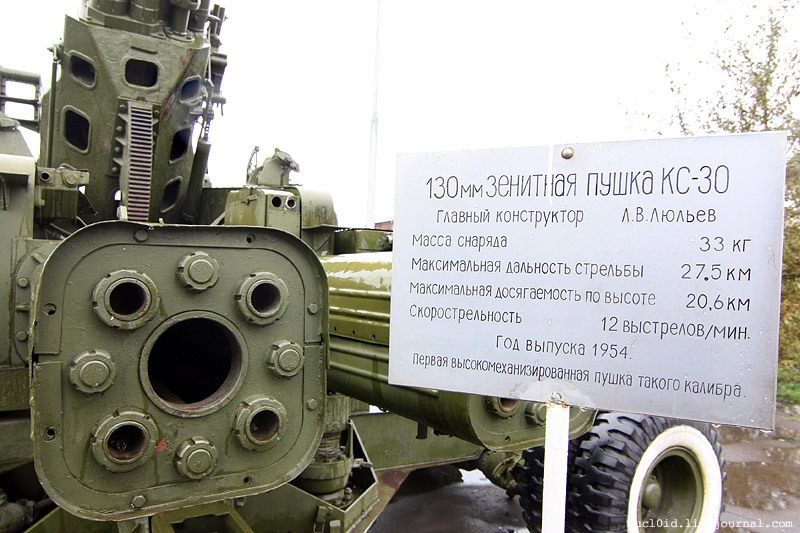
Rohrrückholer
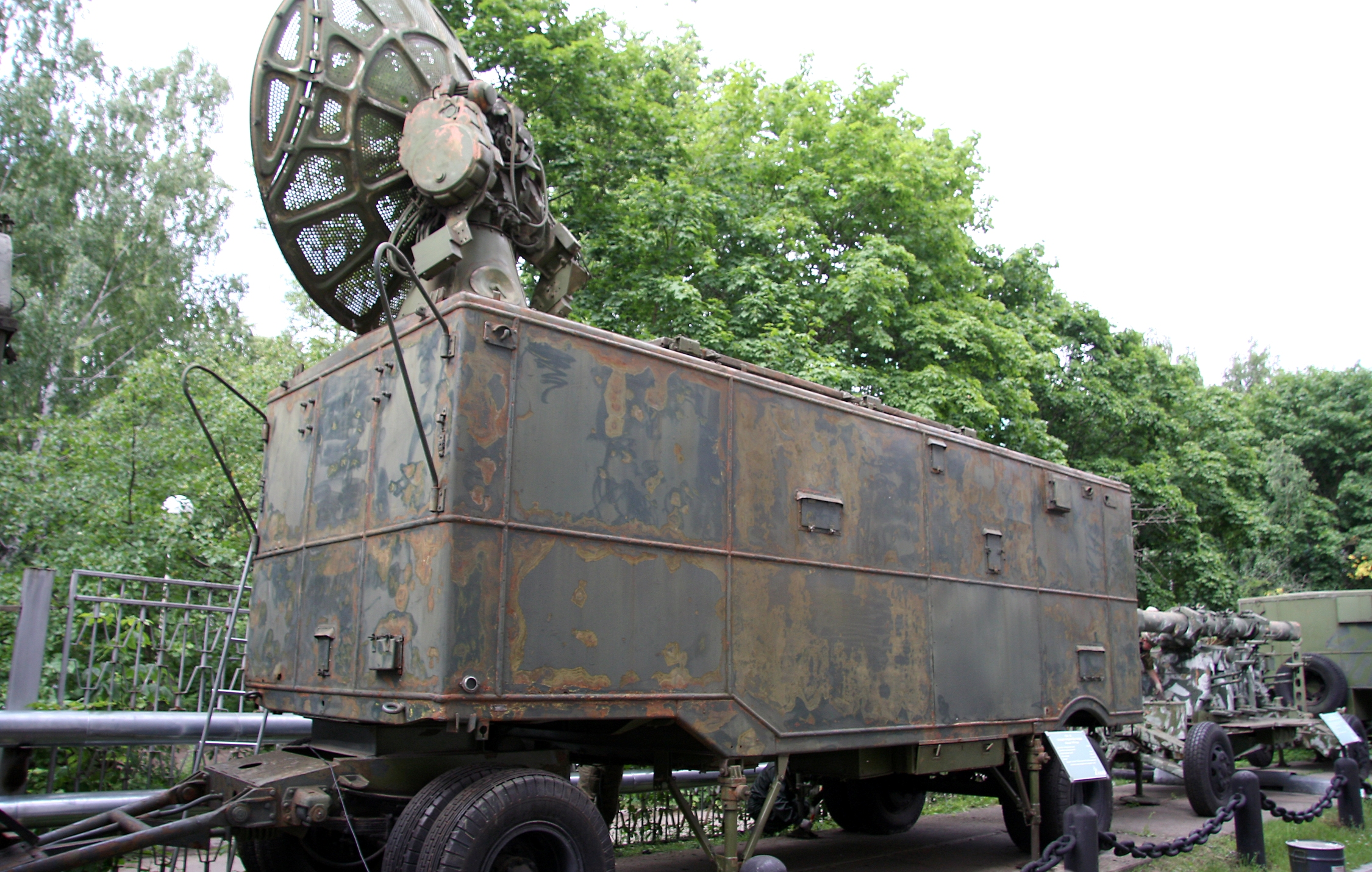
SON-30
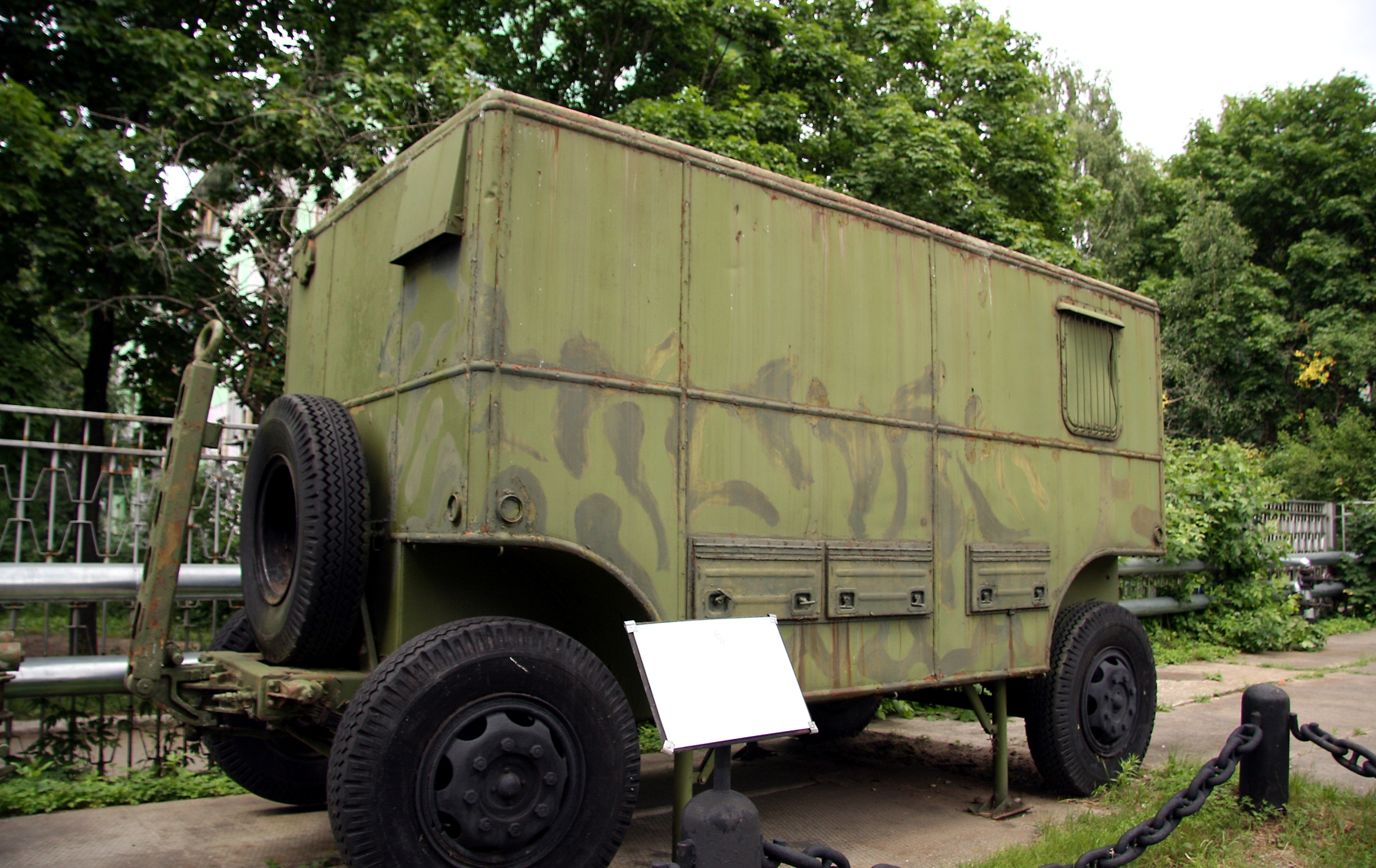
PUASO-30
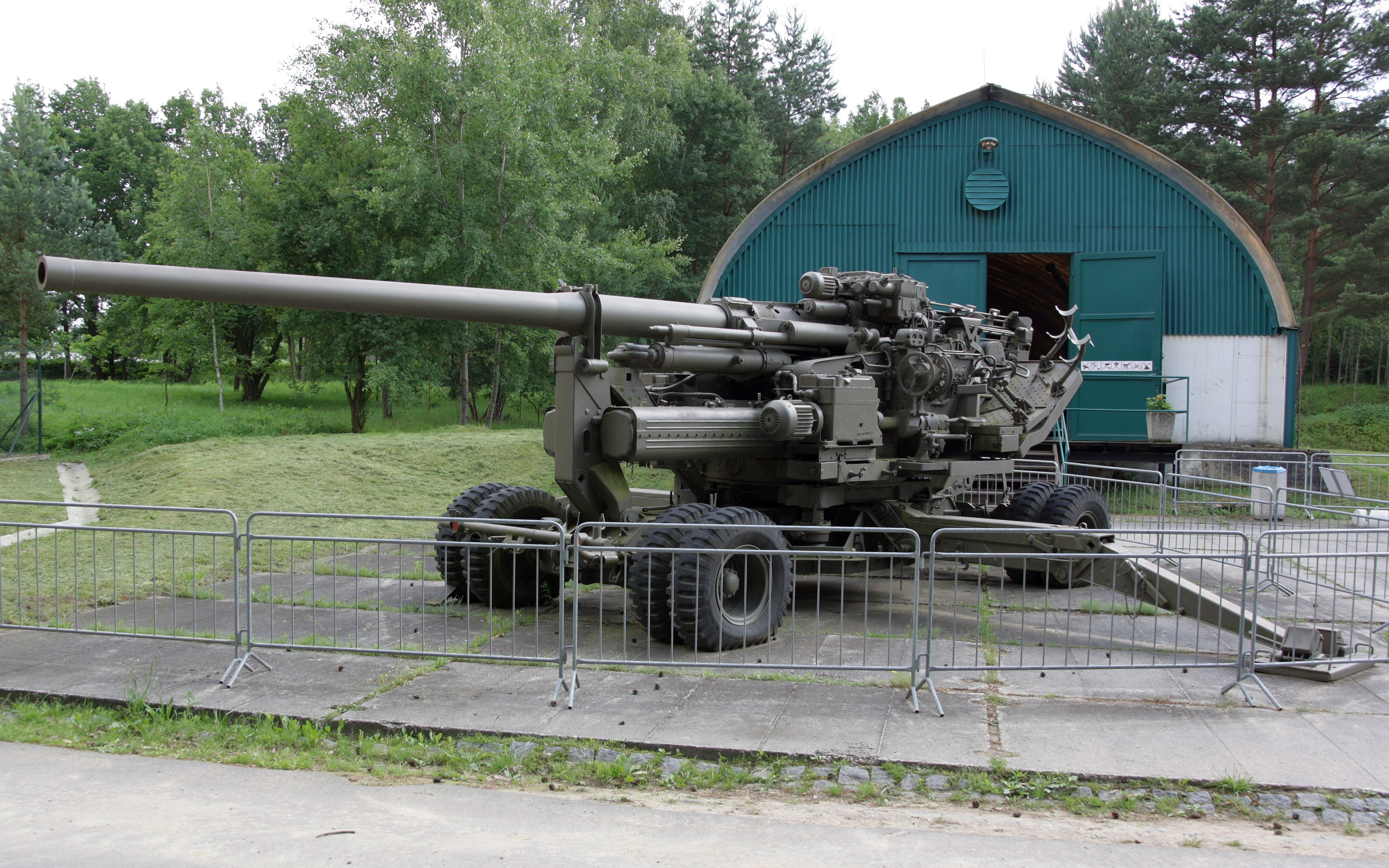
Geschütz in Marschlage, Rohr gezurrt
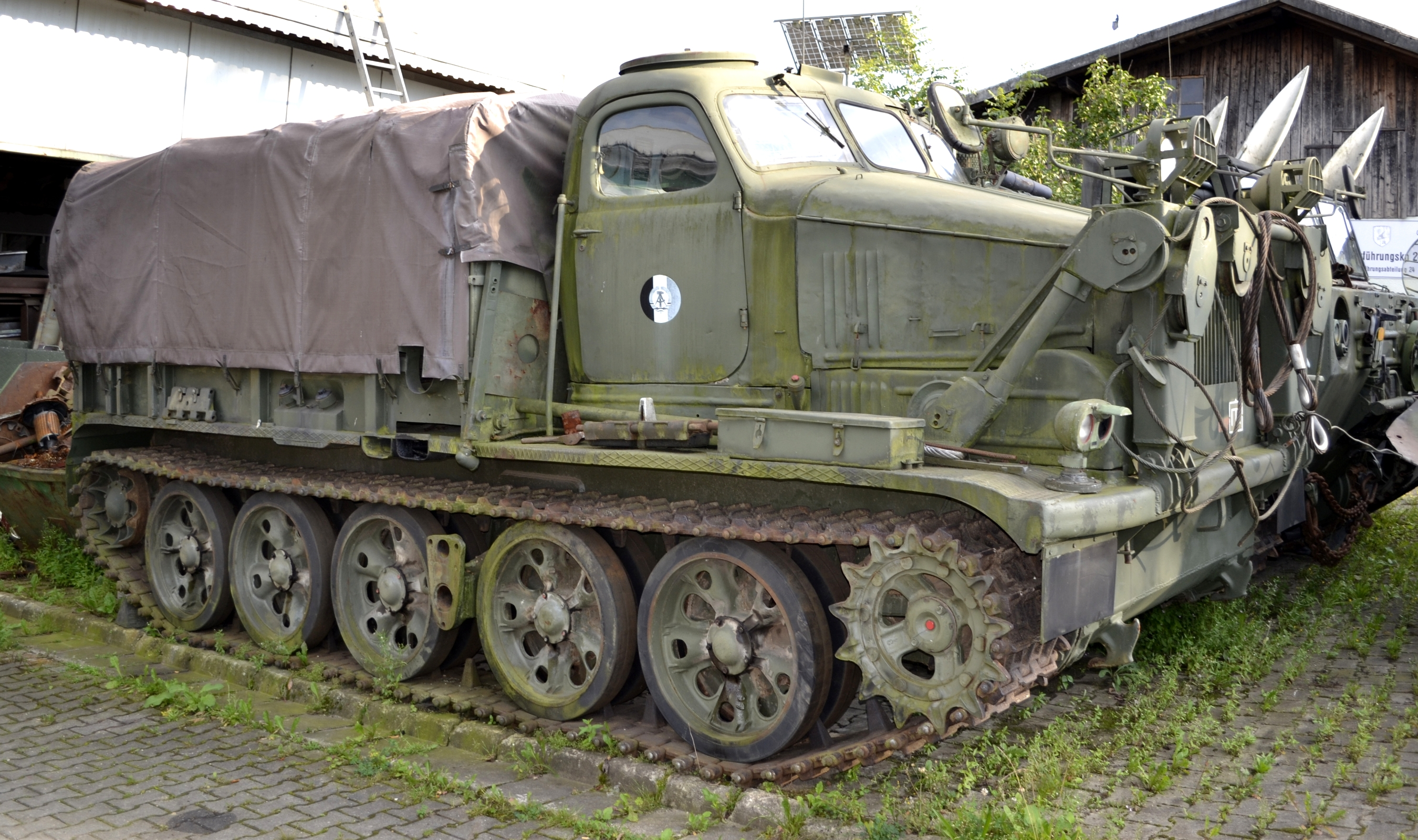
AT-T (Beispiel)

## Nutzerstaaten
- Sowjetunion
- Ägypten
- Polen
- Syrien
- Ukraine